# Líquido

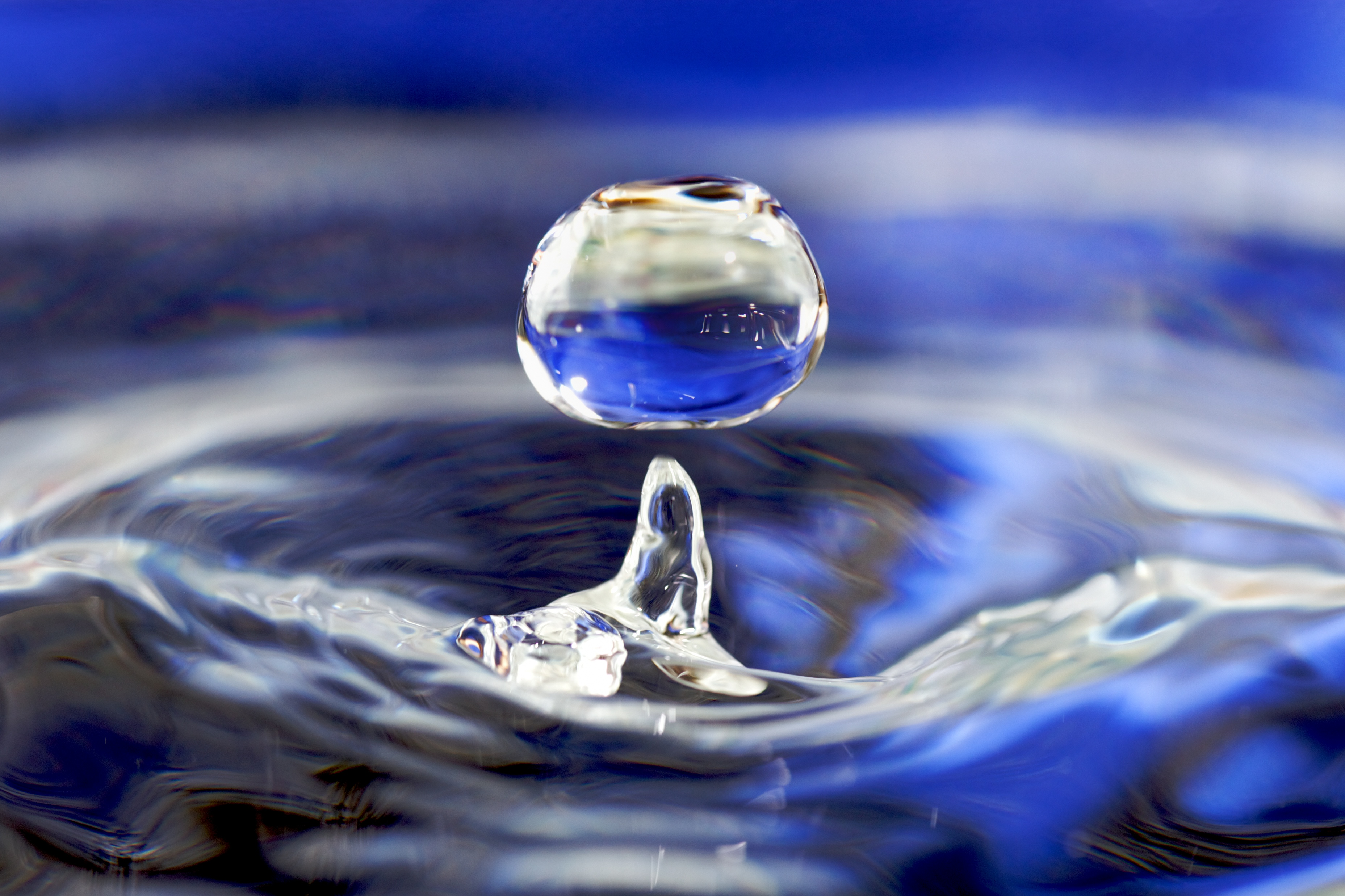
Formación de una gota esferoidal en la superficie del agua líquida, la forma esférica minimiza la superficie, que es el resultado natural de la tensión superficial de los líquidos.

El líquido es un estado de agregación de la materia en forma de fluido altamente incompresible, lo que significa que su volumen es casi constante en un rango grande de presión. Es el único estado con un volumen definido, pero no con forma fija. El líquido está formado por pequeñas partículas vibrantes de la materia, como los átomos y las moléculas, unidas por enlaces intermoleculares.
Si bien el agua es, el líquido más común en la Tierra, además del más abundante,  este estado de la materia es en realidad el menos común en el universo conocido, porque los líquidos requieren un rango de temperatura/presión relativamente estrecho para existir. La mayor parte de la materia conocida en el universo está en forma gaseosa (con rastros de materia sólida detectable) como nubes interestelares o como plasma en el interior de las estrellas.
Al igual que un gas, un líquido es capaz de fluir y tomar la forma de un recipiente. A diferencia de un gas, un líquido no se dispersa para llenar cada espacio de un contenedor, pero si mantiene una densidad constante. La densidad de un líquido suele ser cercana a la de un sólido y mucho más alta que la de un gas. Por lo tanto, tanto el líquido como el sólido se denominan materia condensada. Una característica distintiva del estado líquido es la tensión superficial, dando lugar a fenómenos humectantes.

## Descripción de los líquidos
El estado líquido es un estado de agregación de la materia intermedio entre el estado sólido y el estado de gas. Las moléculas de los líquidos no están tan próximas como las de los sólidos, pero están menos separadas que las de los gases. Las moléculas en el estado líquido ocupan posiciones al azar que varían con el tiempo. Las distancias íntermoleculares son constantes dentro de un estrecho margen. En algunos líquidos, las moléculas tienen una orientación preferente, lo que hace que el líquido presente propiedades anisótropas (propiedades, como el índice de refracción, que varían según la dirección dentro del material).
Los líquidos presentan tensión superficial y capilaridad, generalmente se dilatan cuando se incrementa su temperatura y pierden volumen cuando se enfrían, aunque sometidos a compresión su volumen es muy poco variable a diferencia de lo que sucede con otros fluidos como los gases. Los objetos inmersos en algún líquido están sujetos a un fenómeno conocido como flotabilidad.

### Estado líquido
Su forma es esférica si sobre él no actúa ninguna fuerza externa. Por ejemplo, una gota de agua en caída libre toma la forma esférica.
Como fluido sujeto a la fuerza de la gravedad, la forma de un líquido queda definida por su contenedor. En un líquido en reposo sujeto a la gravedad, en cualquier punto de su seno existe una presión de igual magnitud hacia todos los lados, tal como establece el principio de Pascal. Si un líquido se encuentra en reposo, la presión hidrostática en cualquier punto del mismo viene dada por:

{\displaystyle p=\rho gz\,}

Donde {\displaystyle \rho } es la densidad del líquido, {\displaystyle g} es la gravedad (9,8 m/s) y {\displaystyle z} es la distancia del punto considerado a la superficie libre del líquido en reposo. En un fluido en movimiento la presión no necesariamente es isótropa, porque a la presión hidrostática se suma la presión hidrodinámica que depende de la velocidad del fluido en cada punto.

### Cambios de estado

Un diagrama de cambio de fase típico: la línea punteada muestra el comportamiento anómalo del agua. Las líneas verdes muestran como el punto de congelación puede variar con la presión, y la línea azul muestra el punto de ebullición puede variar con la presión. La línea roja muestra la frontera de condiciones de presión y temperatura en la que puede ocurrir la sublimación o deposición sólida.

En condiciones apropiadas de temperatura y presión, la mayoría de las sustancias pueden existir en estado líquido. Cuando un líquido sobrepasa su punto de ebullición cambia su estado a gaseoso, y cuando alcanza su punto de congelación cambia a sólido. Aunque a presión atmosférica, sin embargo, algunos sólidos se subliman al calentarse; es decir, pasan directamente del estado sólido al estado gaseoso (véase evaporación). La densidad de los líquidos suele ser algo menor que la densidad de la misma sustancia en estado sólido. Algunas sustancias, como el agua, son más densas en estado líquido.
Por medio de la destilación fraccionada, los líquidos pueden separarse de entre sí al evaporarse cada uno al alcanzar sus respectivos puntos de ebullición. La cohesión entre las moléculas de un líquido no es lo suficientemente fuerte por lo que las moléculas superficiales estas se pueden evaporar.

## Propiedades de la Hidrostática[6]

### Viscosidad

En la animación, el fluido de abajo es más viscoso que el de arriba.

Los líquidos se caracterizan porque las fuerzas internas del mismo no dependen de la deformación total, aunque usualmente sí dependen de la velocidad de deformación, esto es lo que diferencia a los sólidos deformables de los líquidos. Los fluidos reales se caracterizan por poseer una resistencia a fluir llamada viscosidad (que también está presente en los sólidos viscoelásticos). Eso significa que en la práctica para mantener la velocidad en un líquido es necesario aplicar una fuerza o presión, y si dicha fuerza cesa el movimiento del fluido cesa finalmente tras un tiempo finito.
La viscosidad de un líquido crece al aumentar su masa molar y disminuye al crecer la temperatura. La viscosidad también está relacionada con la complejidad de las moléculas que constituyen el líquido: es baja en los gases inertes licuados y alta en los aceites pesados. Es una propiedad característica de todo fluido (líquidos o gases).
La viscosidad es una medida de la resistencia al desplazamiento de un fluido cuando existe una diferencia de presión. Cuando un líquido o un gas fluyen se supone la existencia de una capa estacionaria, de líquido o gas, adherida sobre la superficie del material a través del cual se presenta el flujo. La segunda capa roza con la adherida superficialmente y esta segunda con una tercera y así sucesivamente. Este roce entre las capas sucesivas es el responsable de la oposición al flujo, o sea, el responsable de la viscosidad.
La viscosidad se mide en poises, siendo un poise la viscosidad de un líquido en el que para deslizar una capa de un centímetro cuadrado de área a la velocidad de 1 cm/s respecto a otra estacionaria situado a 1 cm de distancia fuese necesaria la fuerza de una dina.
La viscosidad suele decrecer en los líquidos al aumentar la temperatura, aunque algunos pocos líquidos presentan un aumento de viscosidad cuando se calientan. Para los gases la viscosidad aumenta al aumentar la temperatura.
La viscosidad de un líquido se determina por medio de un viscosímetro entre los cuales el más utilizado es el de Ostwald. Este se utiliza para determinar viscosidad relativa, es decir, que conociendo la viscosidad de un líquido patrón, generalmente agua, se obtiene la viscosidad del líquido problema a partir de la ecuación:

{\displaystyle '''{n_{1} \over n_{2}}={\frac {d_{1}\times t_{1}}{d_{2}\times t_{2}}}'''}

El comportamiento viscoso de un líquido puede ser newtoniano o no newtoniano. Un líquido newtoniano exhibe una curva de deformación/tensión lineal, lo que significa que su viscosidad es independiente del tiempo, la velocidad de corte o el historial de la velocidad de corte. Los ejemplos de líquidos newtonianos incluyen agua, glicerina, aceite de motor, miel o mercurio. Un líquido no newtoniano es aquel en el que la viscosidad no es independiente de estos factores y se espesa (aumenta la viscosidad) o se adelgaza (disminuye la viscosidad) bajo tensiones de corte. Ejemplos de líquidos no newtonianos incluyen salsa de tomate, mayonesa, gel para el cabello, plastilina o soluciones de almidón.

### Fluidez
La fluidez es una característica de los líquidos o gases que les confiere la capacidad de poder pasar por cualquier orificio o agujero por más pequeño que sea, siempre que esté a un mismo nivel del recipiente en el que se encuentren el líquido a diferencia del restante estado de agregación conocido como sólido.
La fluidez se debe a que un fluido puede adquirir una deformación arbitrariamente grande sin necesidad de ejercer una tensión mecánica. La tensión mecánica o presión en el seno del fluido depende esencialmente de la velocidad de la deformación no de la deformación en sí misma a diferencia de los sólidos que tienen memoria de forma y experimentan tensiones tanto más grandes cuanto más se alejan de la forma original, es decir, en un sólido la tensión está relacionada primordialmente con el grado de deformación.

### Presión de vapor
Presión de un vapor en equilibrio con su forma líquida, la llamada presión de vapor, solo depende de la temperatura; su valor a una temperatura dada es una propiedad característica de todos los líquidos.
También lo son el punto de ebullición, el punto de solidificación y el calor de vaporización (esencialmente, el calor necesario para transformar en vapor una determinada cantidad de líquido).
En ciertas condiciones, un líquido puede calentarse por encima de su punto de ebullición; los líquidos en ese estado se denominan supercalentados. También es posible enfriar un líquido por debajo de su punto de congelación y entonces se denomina líquido superenfriado.

### Otras propiedades
Los líquidos no tienen forma fija pero sí volumen. Tienen variabilidad de forma y características muy particulares que son:
1. Cohesión: fuerza de atracción entre moléculas iguales
2. Adhesión: fuerza de atracción entre moléculas de estado sólido y con viscosidad atmosférica
3. Tensión superficial: fuerza que se manifiesta en la superficie de un líquido, por medio de la cual la capa exterior del líquido tiende a contener el volumen de este dentro de una mínima superficie.
4. Capilaridad: facilidad que tienen los líquidos para subir por tubos de diámetros pequeñísimos (capilares) donde la fuerza de cohesión es superada por la fuerza de adhesión.

## Usos

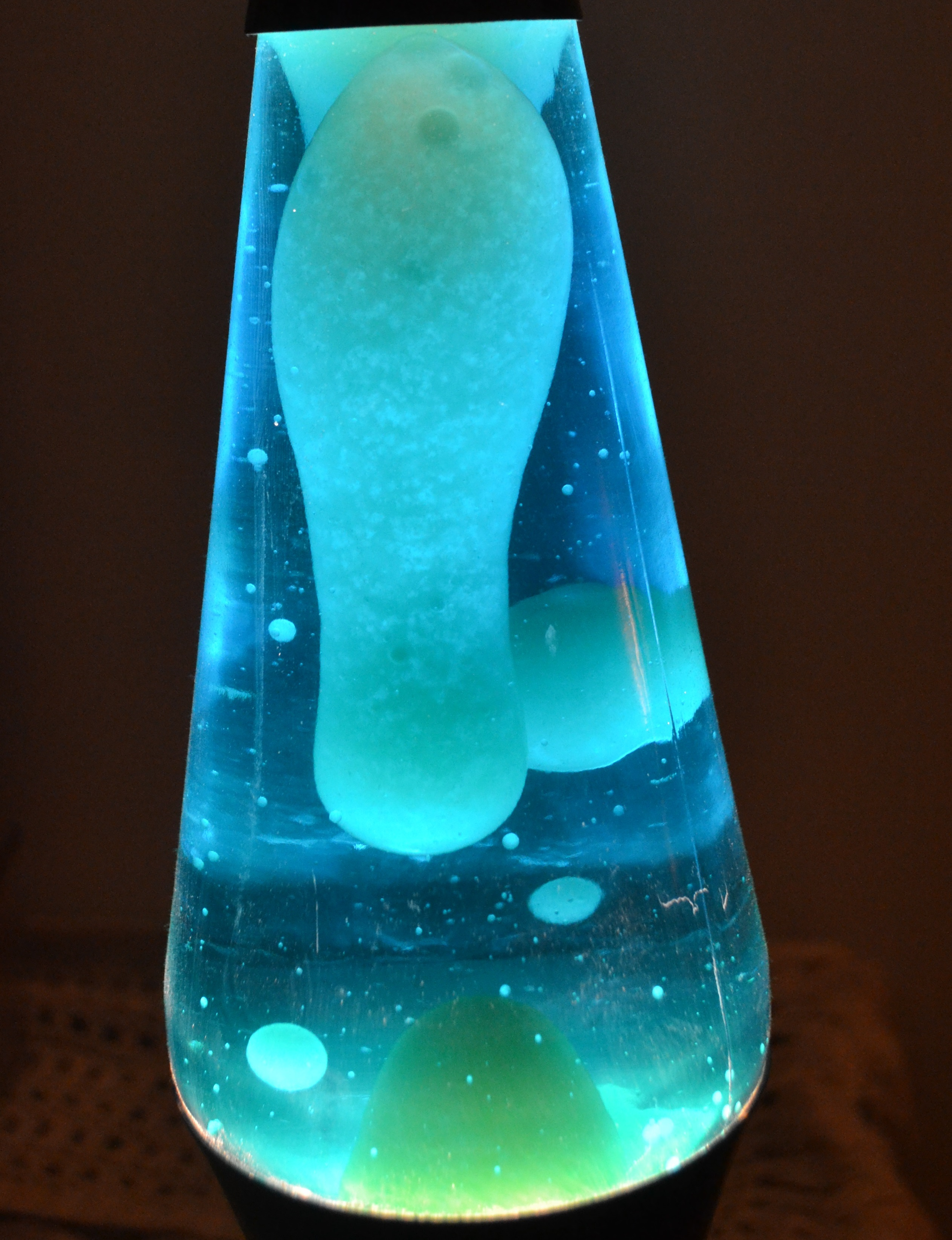
Una lámpara de lava contiene dos líquidos inmiscibles (una cera fundida y una solución acuosa) que agregan movimiento debido a la convección. Además de la superficie superior, también se forman superficies entre los líquidos, lo que requiere un interruptor de tensión para recombinar las gotas de cera en la parte inferior.

Los líquidos tienen una variedad de usos, como bebidas, lubricantes, solventes y refrigerantes. En los sistemas hidráulicos, el líquido se utiliza para transmitir potencia.
En tribología, los líquidos se estudian por sus propiedades como lubricantes. Los lubricantes como el aceite se eligen por sus características de viscosidad y flujo que son adecuadas en todo el rango de temperatura de funcionamiento del componente. Los aceites se utilizan a menudo en motores, cajas de engranajes, metalurgia y sistemas hidráulicos por sus buenas propiedades de lubricación.
Muchos líquidos se utilizan como disolventes para disolver otros líquidos o sólidos. Las soluciones se encuentran en una amplia variedad de aplicaciones, incluidas pinturas , selladores y adhesivos. La nafta y la acetona se utilizan con frecuencia en la industria para limpiar aceite, grasa y alquitrán de piezas y maquinaria. Los fluidos corporales son soluciones a base de agua.
Los tensioactivos se encuentran comúnmente en jabones y detergentes. Los disolventes como el alcohol se utilizan a menudo como antimicrobianos. Se encuentran en cosméticos, tintas y láseres de tinte líquido. Se utilizan en la industria alimentaria, en procesos como la extracción de aceite vegetal.
Los líquidos tienden a tener una mejor conductividad térmica que los gases, y la capacidad de fluir hace que un líquido sea adecuado para eliminar el exceso de calor de los componentes mecánicos. El calor se puede eliminar canalizando el líquido a través de un intercambiador de calor, como un radiador, o el calor se puede eliminar con el líquido durante la evaporación. Los refrigerantes de agua o glicol se utilizan para evitar que los motores se sobrecalienten. Los refrigerantes utilizados en los reactores nucleares incluyen agua o metales líquidos, como sales de sodio o bismuto. Propelente líquido Las películas se utilizan para enfriar las cámaras de empuje de los cohetes. En el mecanizado, se utilizan agua y aceites para eliminar el exceso de calor generado, que puede arruinar rápidamente tanto la pieza de trabajo como el herramental. Durante la transpiración, el sudor elimina el calor del cuerpo humano por evaporación. En la industria de la calefacción, ventilación y aire acondicionado, se utilizan líquidos como el agua para transferir calor de un área a otra.
Del mismo modo, los líquidos se utilizan a menudo en la cocina por sus mejores propiedades de transferencia de calor. Además de una mejor conductividad, debido a que los fluidos más calientes se expanden y suben mientras que las áreas más frías se contraen y se hunden, los líquidos con baja viscosidad cinemática tienden a transferir calor por convección a una temperatura bastante constante, lo que hace que un líquido sea adecuado para escaldar, hervir o freír. Se pueden lograr tasas incluso más altas de transferencia de calor al condensar un gas en un líquido. En el punto de ebullición del líquido, toda la energía térmica se utiliza para provocar el cambio de fase del estado líquido a gas, sin el consiguiente aumento de temperatura, y se almacena como energía potencial química. Cuando el gas se vuelve a condensar en un líquido, este exceso de energía térmica se libera a una temperatura constante. Este fenómeno se utiliza en procesos como el vaporizado. Dado que los líquidos a menudo tienen diferentes puntos de ebullición, las mezclas o soluciones de líquidos o gases pueden separarse típicamente por destilación, usando calor, frío, vacío, presión u otros medios. La destilación se puede encontrar en todo, desde la producción de bebidas alcohólicas, a las refinerías de petróleo, a la destilación criogénica de gases como argón, oxígeno, nitrógeno, neón o xenón por licuefacción (enfriarlos por debajo de sus puntos de ebullición individuales).
El líquido es el componente principal de los sistemas hidráulicos, que aprovechan la ley de Pascal para proporcionar potencia de fluido. Dispositivos como bombas y ruedas hidráulicas se han utilizado para transformar el movimiento de los líquidos en trabajo mecánico desde la antigüedad. Los aceites son forzados a través de bombas hidráulicas, que transmiten esta fuerza a los cilindros hidráulicos. La hidráulica se puede encontrar en muchas aplicaciones, como frenos y transmisiones de automóviles, equipos pesados y sistemas de control de aviones. Varias prensas hidráulicas se utilizan ampliamente en reparación y fabricación, para elevación, prensado, sujeción y conformado.
A veces se utilizan líquidos en dispositivos de medición. Un termómetro a menudo usa la expansión térmica de líquidos, como el mercurio, combinado con su capacidad de fluir para indicar la temperatura. Un manómetro usa el peso del líquido para indicar la presión del aire.

## Descripción microscópica
Las moléculas que componen los líquidos están desordenadas e interactúan fuertemente, lo que hace que los líquidos sean difíciles de describir rigurosamente a nivel molecular. Esto contrasta con las otras dos fases comunes de materia, gases y sólidos. Aunque los gases están desordenados, están lo suficientemente diluidos como para ignorar las interacciones de muchos cuerpos y, en cambio, las interacciones moleculares pueden modelarse en términos de eventos de colisión binaria bien definidos. Por el contrario, aunque los sólidos son densos e interactúan fuertemente, su estructura regular a nivel molecular (por ejemplo, una red cristalina) permite simplificaciones teóricas significativas. Por estas razones, la teoría microscópica de los líquidos está menos desarrollada que la de los gases y los sólidos.

### Factor de estructura estática

Estructura de un líquido monoatómico clásico. Los átomos tienen muchos vecinos más cercanos en contacto, pero no hay un orden de largo alcance.

En un líquido, los átomos no forman una red cristalina ni muestran ninguna otra forma de orden de largo alcance. Esto se evidencia por la ausencia de picos de Bragg en la difracción de rayos X y neutrones. En condiciones normales, el patrón de difracción tiene simetría circular, expresando la isotropía del líquido. En dirección radial, la intensidad de difracción oscila suavemente. Esto generalmente se describe mediante el factor de estructura estática S (q) , con el número de onda q = (4π / λ) sen θ dado por la longitud de onda λ de la onda (fotón o neutrón) y el ángulo de Bragg θ. Las oscilaciones de S (q) expresan el orden cercano del líquido, es decir, las correlaciones entre un átomo y algunas capas de vecinos más cercanos.
Una descripción más intuitiva de estas correlaciones viene dada por la función de distribución radial g (r) , que es básicamente la transformada de Fourier de S (q) . Representa un promedio espacial de una instantánea temporal de correlaciones de pares en el líquido.

Función de distribución radial del fluido modelo de Lennard-Jones.

### Dispersión del sonido y relajación estructural
La expresión anterior para la velocidad del sonido {\displaystyle c={\sqrt {K/\rho }}} contiene el módulo de compresibilidad K . Si K es independiente de la frecuencia, entonces el líquido se comporta como un medio lineal, de modo que el sonido se propaga sin disipación y sin acoplamiento de modo. En realidad, cualquier líquido muestra alguna dispersión : con una frecuencia creciente, K cruza desde el límite similar al líquido de baja frecuencia {\displaystyle K_{0}} hasta el límite sólido de alta frecuencia  {\displaystyle K_{\infty }}. En líquidos normales, la mayor parte de este cruce tiene lugar en frecuencias entre GHz y THz, a veces llamado hipersonido.
A frecuencias sub-GHz, un líquido normal no puede sostener ondas de corte: el límite de frecuencia cero del módulo de corte es  {\displaystyle G_{0}=0}. Esto a veces se considera la propiedad definitoria de un líquido. Sin embargo, al igual que el módulo de volumen K , el módulo de corte G depende de la frecuencia, y en frecuencias de hipersonaje muestra un cruce similar desde el límite  líquido {\displaystyle G_{0}} a un límite sólido, distinto de cero {\displaystyle G_{\infty }}.
Según la relación de Kramers-Kronig, la dispersión en la velocidad del sonido (dada por la parte real de K o G ) va acompañada de un máximo en la atenuación del sonido (disipación, dada por la parte imaginaria de K o G ). Según la teoría de la respuesta lineal, la transformada de Fourier de K o G describe cómo el sistema vuelve al equilibrio después de una perturbación externa; por esta razón, el paso de dispersión en la región GHz..THz también se denomina relajación estructural. Según el teorema de fluctuación-disipación, la relajación hacia el equilibrio está íntimamente relacionada con las fluctuaciones en el equilibrio. Las fluctuaciones de densidad asociadas con las ondas sonoras se pueden observar experimentalmente mediante la dispersión de Brillouin.
En el sobreenfriamiento de un líquido hacia la transición vítrea, el cruce de una respuesta similar a un líquido a una respuesta sólida se mueve de GHz a MHz, kHz, Hz, ...; de manera equivalente, el tiempo característico de relajación estructural aumenta de ns a μs, ms, s, ... Esta es la explicación microscópica del comportamiento viscoelástico antes mencionado de los líquidos formadores de vidrio.

### Efectos de la asociación
Los mecanismos de difusión atómica / molecular (o desplazamiento de partículas ) en sólidos están estrechamente relacionados con los mecanismos de flujo viscoso y solidificación en materiales líquidos. Las descripciones de la viscosidad en términos de "espacio libre" molecular dentro del líquido se modificaron según fuera necesario para tener en cuenta los líquidos cuyas moléculas se sabe que están "asociadas" en el estado líquido a temperaturas ordinarias. Cuando varias moléculas se combinan para formar una molécula asociada, encierran dentro de un sistema semirrígido una cierta cantidad de espacio que antes estaba disponible como espacio libre para moléculas móviles. Por lo tanto, aumenta la viscosidad al enfriarse debido a la tendencia de la mayoría de las sustancias a asociarse al enfriar.
Podrían usarse argumentos similares para describir los efectos de la presión sobre la viscosidad, donde se puede suponer que la viscosidad es principalmente una función del volumen para líquidos con una compresibilidad finita . Por tanto, se espera un aumento de la viscosidad con el aumento de la presión. Además, si el volumen se expande por el calor pero se reduce de nuevo por la presión, la viscosidad permanece igual.
La tendencia local a la orientación de moléculas en pequeños grupos otorga al líquido (como se mencionó anteriormente) un cierto grado de asociación. Esta asociación da como resultado una "presión interna" considerable dentro de un líquido, que se debe casi en su totalidad a aquellas moléculas que, debido a sus bajas velocidades temporales (siguiendo la distribución de Maxwell) se han unido con otras moléculas. La presión interna entre varias de estas moléculas podría corresponder a la de un grupo de moléculas en forma sólida.